# Rio Maior
Rio Maior ist eine Gemeinde und Stadt in Portugal. Die Gemeinde zählte am 19. April 2021 21.004 Einwohner, wovon 12.516 innerhalb der Stadt leben.

## Geschichte
Die erste urkundliche Erwähnung findet Rio Maior als Ortschaft im Kreis Santarém 1177 im Zuge des Verkaufs von Anteilen an der Saline Salinas da Fonte da Bica an den Templerorden. 1619 wurde hier eine königliche Herberge eröffnet. Die 1789 eröffnete königliche Straße von Lissabon nach Coimbra passierte auch Rio Maior. Im Miguelistenkrieg übernachtete 1834 König Michael I. in der Herberge. 1836 wurde Rio Maior Sitz eines eigenen Kreises.
Nach ersten Anläufen 1890 wurde hier der Steinkohleabbau, im Rahmen der Anstrengungen des Landes im Ersten Weltkrieg, wieder aufgenommen und intensiviert. Am 14. August 1985 wurde die bisherige Kleinstadt (Vila) Rio Maior zur Stadt (Cidade) erhoben.

## Verwaltung

### Der Kreis
Rio Maior ist Verwaltungssitz eines gleichnamigen Kreises (Concelho) im Distrikt Santarém. Am 19. April 2021 hatte der Kreis 21.004 Einwohner auf einer Fläche von 272,8 km².
Die Nachbarkreise sind (im Uhrzeigersinn im Norden beginnend):  Santarém, Azambuja, Cadaval, Caldas da Rainha sowie Alcobaça.
Mit der Gebietsreform im September 2013 wurden mehrere Gemeinden zu neuen Gemeinden zusammengefasst, sodass sich die Zahl der Gemeinden von zuvor 14 auf zehn verringerte.
Die folgenden Gemeinden (Freguesias) liegen im Kreis Rio Maior: 

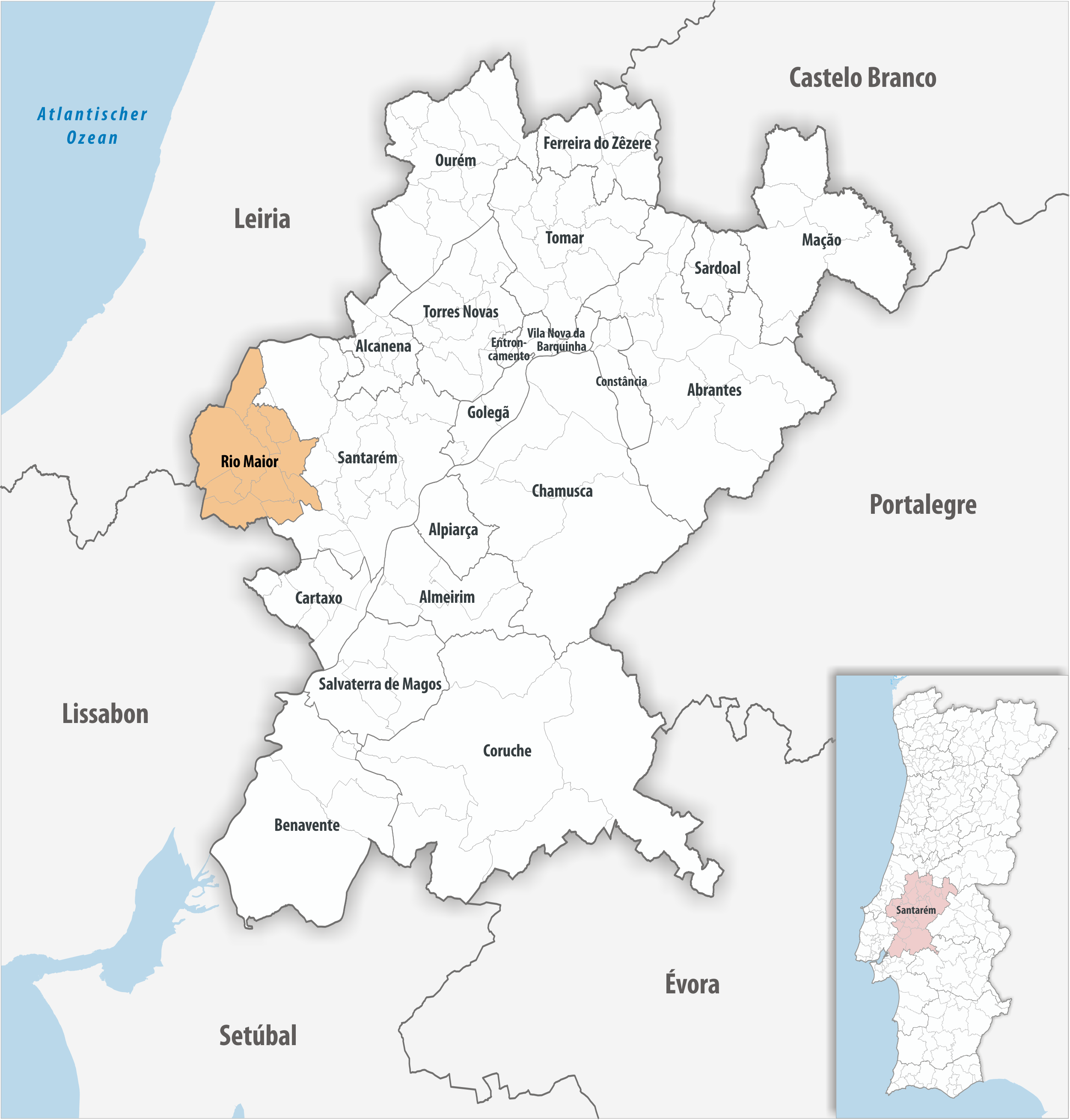
Kreis Rio Maior

| Gemeinde                                  | Einwohner (2021) | Fläche km² | Dichte Einw./km² | LAU- Code |
| ----------------------------------------- | ---------------- | ---------- | ---------------- | --------- |
| Alcobertas                                | 1.735            | 32,03      | 54               | 141401    |
| Arrouquelas                               | 634              | 27,85      | 23               | 141402    |
| Asseiceira                                | 1.124            | 16,71      | 67               | 141410    |
| Azambujeira e Malaqueijo                  | 797              | 14,84      | 54               | 141415    |
| Fráguas                                   | 817              | 16,12      | 51               | 141405    |
| Marmeleira e Assentiz                     | 792              | 14,15      | 56               | 141416    |
| Outeiro da Cortiçada e Arruda dos Pisões  | 957              | 24,48      | 39               | 141417    |
| Rio Maior                                 | 12.516           | 91,00      | 138              | 141408    |
| São João da Ribeira e Ribeira de São João | 1.170            | 20,17      | 58               | 141418    |
| São Sebastião                             | 462              | 15,40      | 30               | 141411    |
| Kreis Rio Maior                           | 21.004           | 272,75     | 77               | 1414      |

### Bevölkerungsentwicklung
| 1849 | 1900   | 1930   | 1960   | 1981   | 1991   | 2001   | 2011   |
| 5405 | 11.645 | 15.150 | 19.356 | 19.894 | 20.119 | 21.110 | 21.192 |

### Kommunaler Feiertag
- 6. November

### Städtepartnerschaften
- Casablanca, Marokko (seit 1993)
- Cantanhede, Portugal (seit 1996)
- Vila Nova da Barquinha, Portugal (seit 1996)
- Bobonaro, Osttimor (seit 2013)[6]
- Bissau, Guinea-Bissau (seit 2015)[7]

## Söhne und Töchter der Stadt
- Ruy Belo (1933–1978), Schriftsteller und Übersetzer, bekannter Existentialist
- Carmelinda Pereira (* 1948), Politikerin und Lehrerin
- Susana Feitor (* 1975), Leichtathletin